# Корганбай
Корганба́й (каз. Қорғанбай) — село у складі Жезказганської міської адміністрації Улитауської області Казахстану. Входить до складу Кенгірського сільського округу.
Населення — 64 особи (2021; 105 у 2009, 180 у 1999, 194 у 1989).
Національний склад станом на 1989 рік:
- казахи — 100 %.

Станом на 1989 рік село називалося селище Підхоз НПО, до 2007 року називався — Промишленний.